# Division 1 (Bélgica) 1964-65
La Primera División de Bélgica 1964/65 fue la 62.ª temporada de la máxima competición futbolística en Bélgica.

## Tabla de posiciones
| Pos | Equipo                      | PJ | PG | PE | PP | GF | GC | Pts | DG  | Notas                                                |
| --- | --------------------------- | -- | -- | -- | -- | -- | -- | --- | --- | ---------------------------------------------------- |
| 1   | RSC Anderlechtois           | 30 | 24 | 3  | 3  | 87 | 22 | 51  | +65 | Clasificado a la Copa de Campeones de Europa 1965-66 |
| 2   | Standard Club Liégeois      | 30 | 15 | 9  | 6  | 50 | 34 | 39  | +16 | Clasificado a la Recopa de Europa 1965-66            |
| 3   | Beerschot                   | 30 | 14 | 7  | 9  | 51 | 27 | 35  | +24 |                                                      |
| 4   | Tilleur FC                  | 30 | 12 | 10 | 8  | 63 | 47 | 34  | +16 |                                                      |
| 5   | K. Sint-Truidense V.V.      | 30 | 12 | 9  | 9  | 50 | 41 | 33  | +9  |                                                      |
| 6   | RFC Liégeois                | 30 | 11 | 10 | 9  | 40 | 31 | 32  | +9  | Clasificado a la Copa de Ferias 1965-66              |
| 7   | Lierse S.K.                 | 30 | 14 | 2  | 14 | 50 | 49 | 30  | +1  |                                                      |
| 8   | Beringen FC                 | 30 | 11 | 6  | 13 | 46 | 62 | 28  | -16 |                                                      |
| 9   | RFC Brugeois                | 30 | 10 | 8  | 12 | 52 | 36 | 28  | +16 |                                                      |
| 10  | Daring Club Bruxelles       | 30 | 9  | 10 | 11 | 36 | 53 | 28  | -17 | Clasificado a la Copa de Ferias 1965-66              |
| 11  | RCS Brugeois                | 30 | 8  | 9  | 13 | 36 | 60 | 25  | -24 |                                                      |
| 12  | La Gantoise                 | 30 | 6  | 13 | 11 | 37 | 45 | 25  | -8  |                                                      |
| 13  | Royal Antwerp FC            | 30 | 8  | 8  | 14 | 27 | 60 | 24  | -33 | Clasificado a la Copa de Ferias 1965-66              |
| 14  | K Berchem Sport             | 30 | 7  | 10 | 13 | 30 | 48 | 24  | -18 |                                                      |
| 15  | Royale Union Saint-Gilloise | 30 | 7  | 8  | 15 | 32 | 58 | 22  | -26 | Descenso a la Segunda División de Bélgica            |
| 16  | KFC Diest                   | 30 | 6  | 10 | 14 | 40 | 54 | 22  | -14 | Descenso a la Segunda División de Bélgica            |

PJ = Partidos jugados; PG = Partidos ganados; PE = Partidos empatados; PP = Partidos perdidos; GF = Goles a favor; GC = Goles en contra; Pts = Puntos; DG = Diferencia de goles